# Desertaria lepida
Desertaria lepida är en insektsart som först beskrevs av Walker, F. 1870.  Desertaria lepida ingår i släktet Desertaria och familjen gräshoppor. Inga underarter finns listade i Catalogue of Life.